# Cmentarz parafialny w Czarnej Wodzie
Cmentarz parafialny w Czarnej Wodzie – rzymskokatolicki cmentarz parafialny zlokalizowany przy ul. Długiej, w południowej części Czarnej Wody, powstał w 1984 r. na gruntach wykupionych od Nadleśnictwa Kaliska. Cmentarz należy do Parafii Matki Bożej Częstochowskiej w Czarnej Wodzie.

## Historia

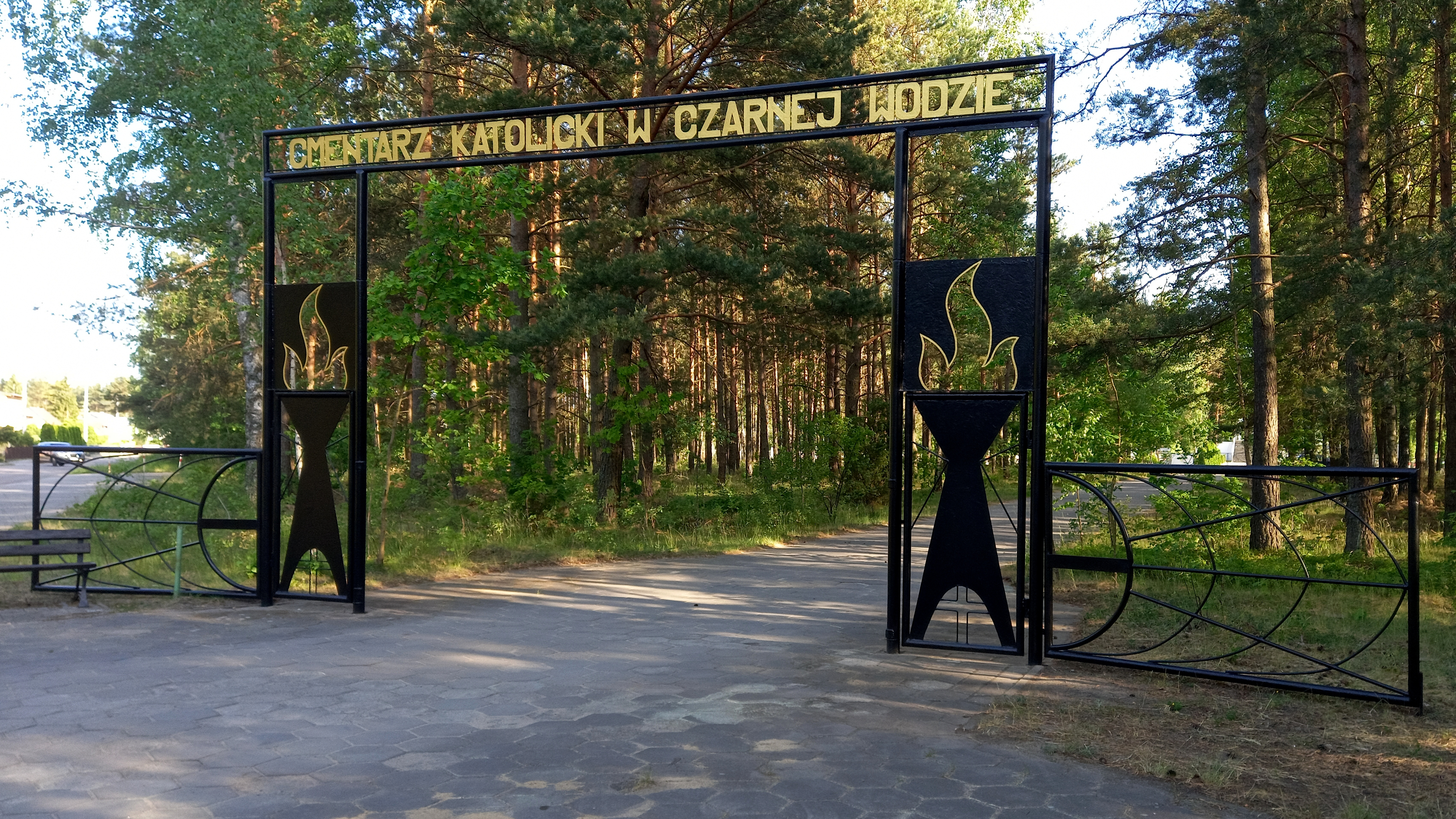
Główna brama cmentarna

Pierwszy pogrzeb miał miejsce 29 lutego 1984 r. Na cmentarzu znajduje się około tysiąca grobów. Część z nich została przeniesiona w latach 1984–1990, z pobliskiego Łęga, poprzedniej parafii, do której należała również Czarna Woda.
Zgodnie z projektem J.Teperek opracowanym na mapie sytuacyjnej w skali 1:500, sporządzonej w czerwcu 1983 r. przez geodetę Ryszarda Wojdowskiego, całość cmentarza została podzielona na oddzielne kwatery a numeracja grobów jest ciągła i jednolita dla całego cmentarza.
W granicach cmentarza, nad brzegiem przepływającej obok rzeki Wdy, ustawiono kamień z wyrytym wizerunkiem ks. Karola Wojtyły, jako pamiątkę ze spływu, w którym uczestniczył w lipcu 1956 r.

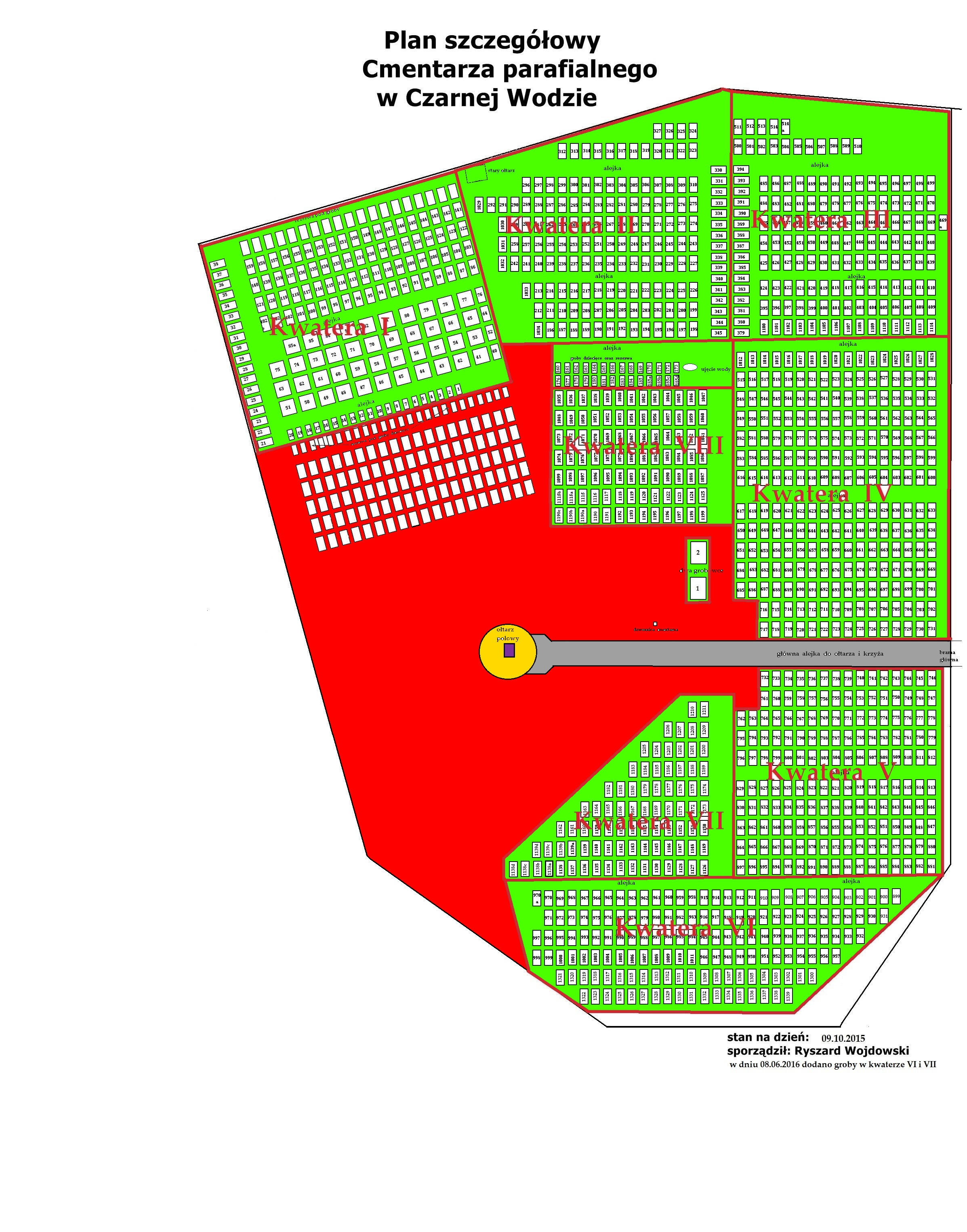
Szczegółowy plan cmentarza w Czarnej Wodzie z pokazaniem kwater

Z uwagi na wysoki poziom wód gruntowych, a przede wszystkim na niestabilne, niespoiste i luźne podłoże piaskowe, zabroniono tworzenia grobów głębinowych, wobec czego szybko ubywa wolnego miejsca pod nowe pochówki.